# 상관걸
상관 걸(上官桀, ? ~ 기원전 80년)은 전한 중기의 관료로, 자는 소숙(少叔)이며 농서군 상규현(上邽縣) 사람이다. 무제의 유조를 받들어 곽광·김일제와 함께 소제의 후견인이 되었다. 좌장군이 되어 곽광과 함께 내조를 이끌었으나 곧 대립하였고, 상홍양과 협력하여 곽광을 제거하려 하였으나 실패하여 처형되었다.

## 생애
힘이 세서 괴력을 가진 역사(力士)로 알려져 있었고, 젊어서 우림기문랑(羽林期門郞)을 지내면서 무제의 신변을 보호하여 두터운 신임을 받아 나중에는 시중이 되었고, 태복까지 승진했다. 상관걸은 황제의 비서를 맡으면서 실권을 장악하고, 병권도 장악하였다.
이광리의 대완 원정에 수속도위로 종군했는데, 이광리의 별군이 욱성(郁成)을 공격하다 패주하자 이광리의 명령으로 욱성을 공격했다. 욱성의 왕이 강거로 달아나자, 강거까지 추격했다. 대완이 이광리에게 항복했으므로 강거가 내준 욱성의 왕의 신병을 확보했다. 이에 욱성의 왕을 이광리에게 보냈으나, 호송하던 기병 4명 중 조제가 욱성의 왕을 죽였다. 조제와 함께 철수하는 이광리와 합류했다. 귀국한 후 원정 중의 공으로 인해 소부에 임명됐다.
기원전 88년(후원 2년), 무제가 병이 들자 좌장군으로 임명돼 곽광·김일제·상홍양·전천추와 함께 소제의 보정을 맡았다. 그러나 정사는 곽광이 오로지했고, 다만 곽광이 휴가를 나가면 상관걸이 정사를 처리했다. 무제의 유조로 소제가 즉위한 후 김일제·곽광과 함께 마하라의 난을 진압한 공로를 치하받아 안양후(安陽侯)에 봉해졌다. 처음에는 곽광과 사이가 좋아 곽광의 딸을 아들 상관안의 아내로 삼았으나, 이 부부가 낳은 딸(효소황후)을 소제의 황후로 세우려고 한 것을 곽광이 거절하면서 곽광과 갈등이 생겨나 한나라 조정은 상관걸 세력과 곽광 세력으로 나뉘었다. 상관걸의 아들 상관안의 계략으로 소제의 누나 악읍갑주를 끌어들여 결국 기원전 83년 상관안의 딸이 소제의 황후가 됐고, 상관안도 거기장군이 됐으며 기원전 82년에 상락후에 봉해졌다. 이 무렵 곽광이 휴가를 나갔기에, 상관걸이 재빨리 모든 일을 결정했다.
상관걸은 악읍갑주의 애인으로 상관안이 포섭한 정외인과의 약속을 지키기 위해, 상관안과 함께 정외인을 열후에 봉해, 열후에게 공주가 시집가는 전례를 따르고자 했다. 그러나 공적이 없으면 열후에 봉하지 않는 전통에 따라 곽광은 거절했고, 광록대부 자리를 구했으나 이마저도 거절됐다. 이를 원망하여 악읍갑주도 상관걸 세력에 가담했다. 상관걸의 장인이 죄를 지어 사형에 처해지게 됐을 때 갑주가 말 24필을 주어 속죄하여 죽음을 면하게 해, 상관걸은 곽광을 더욱 미워하고 갑주의 덕을 입었다. 또 외조(外朝)의 실력자 상홍양과 제위에 오르지 못해 불만을 품은 연날왕을 끌어들여, 곽광을 제거하려고 곽광이 휴가 나가고 상관걸이 정무를 맡았을 때에 곽광의 비행을 지목하는 상소문을 만들어서 연날왕의 이름으로 올렸다. 그러나 멀리 있는 연날왕에게까지는 아직 전해지지 않았을 사건을 상소문에서 지목하는 바람에 거짓이 들통나 실패하여, 소제와 곽광을 함께 제거하고 연날왕을 제위에 올리려는 음모를 꾸몄다. 이 음모가 발각되어 상관걸은 상홍양 등과 함께 처형되었다.

## 같이 보기
- 상홍양
- 곽광
- 김일제